# 惯性论证
惯性论证（或称诉诸惯性）是一种形式谬误，即为了维持当前的有误的现状而选择维持错误。出现此谬误通常是因为做出一些改变而需要承认错误，或者因为改正错误需要较大的困难与才智。
它的名字来源于惯性，这是物理学中的一种概念，指物体抗拒其运动状态被改变的性质。

## 相似谬误
- 惯性论证可能会避免花费才智与精力来发生必要的改变，而沉没成本谬误则会直接拒绝由于过去所花费的精力与才智而导致目前现状的改变。
- 在存在现有的习俗的情况之下，以惯性作为出发点的论据可以称之为是在诉诸传统。
- 惯性论证往往与诉诸新潮相对应。在后者当中，通常人们是因为某物品是全新的所以就要替代旧的。

## 例子
现在许多人虽然经常吃槟榔但身体依然健康，所以吃槟榔对身体实际上害处是不大的。

经常吃槟榔身体还健康不能说明槟榔害处不大，显然是在诉诸惯性。